# Dmitri Alexandrowitsch Petin
Dmitri Alexandrowitsch Petin (russisch Дмитрий Александрович Петин; * 10. März 1983) ist ein russischer Sommerbiathlet in der Stilrichtung Crosslauf.
Dmitri Petin startete erstmals bei den Sommerbiathlon-Weltmeisterschaften 2003 in Forni Avoltri bei den Wettbewerben der Junioren bei einer internationalen Meisterschaft. Der Russe wurde Neunter im Sprint, Sechster der Verfolgung, Vierzehnter im Massenstart und mit Pawel Tschuprijanow und Denis Fedorow Dritter des Staffelrennens. 2007 startete Petin in Otepää erstmals bei einer Sommerbiathlon-Weltmeisterschaft der Männer und wurde Zwölfter des Sprints und Achtzehnter der Verfolgung. Noch bessere Resultate erreichte der Russe mit Rang 10 im Sprint und Rang 7 in der Verfolgung bei den Sommerbiathlon-Weltmeisterschaften 2008 in der Haute-Maurienne.